# Gli occhi dell'amore/Sentimento
Gli occhi dell'amore/Sentimento è il 5° 45 giri di Patty Pravo, pubblicato nel 1968 dalla casa discografica ARC.

## Accoglienza
Il singolo entrò nella top 50, arrivando 2º e risultò il dodicesimo più venduto dell'anno 1968.

## I brani

### Gli occhi dell'amore
Gli occhi dell'amore è una canzone di Franco Migliacci, Bruno Zambrini e Ruggero Cini. La produzione e l'arrangiamento sono di Ruggero Cini. Il brano originale americano, dal titolo Angel of the Morning, da cui fu tratta la versione italiana è di Chip Taylor e fu presentata dalla cantante Evie Sands nel 1967.
Patty Pravo incise il brano anche in spagnolo, Los ojos del amor.
Il brano non fu incluso in nessun album, di stampa italiana. Fu incluso in un'emissione estera dello stesso album.

### Sentimento
Sentimento, la canzone sul lato B, scritta da  Franco Migliacci, Ruggero Cini e Bruno Zambrini.  La produzione e l'arrangiamento sono di Ruggero Cini.
Con questo, Patty Pravo partecipò a Canzonissima 1968 il 30 novembre.
Il brano fu inciso anche in lingua spagnola col titolo Sentimiento.
Il brano non fu incluso in nessun album, di stampa italiana. Fu incluso in un'emissione estera dello stesso album.

## Tracce
Lato A
1. Gli occhi dell'amore – 3:01

Lato B
1. Sentimento – 2:46